# Червоний Нексус
Червоний Нексус (англ. Scarlet Nexus) — аніме, зроблене на основі відеогри жанру рольовий бойовик.

## Сюжет
Старання вчених мали успіх, адже їм вдалося розробити нову технологію. Якусь субстанцію почали впроваджувати в мозок людини, що дозволило людям опанувати екстрасенсорні здібності. Незабаром обрані почали пробуджувати у собі нові сили, що суперечать усім законам природи. Найдосвідченішим бійцям надали перший ранг, і вони стали частиною великої спільноти. Несподівано на планеті з'явилися страшні істоти, яких назвали Інші. Ці смертоносні монстри стали великою проблемою для всього людства, адже звичайній людині ніяк не впоратися з могутніми істотами. Виявилося, що інші прийшли з Пояса Вимирання і мають намір знищити живе Землі. На допомогу звичайним громадянам прийшли хлопці з унікальними здібностями, які готові до останньої краплі крові боротися із монстрами. Одним із таких рятівників став Касане Рендалл разом зі своєю подругою Юіто Сумерагі. Діти мають рідкісні навички, які мають допомогти їм у битві з названими гостями.
Бій безстрашних воїнів можна побачити в аніме Scarlet Nexus. Попереду на друзів чекають небезпечні сутички, а також безліч випробувань, які вони повинні подолати незважаючи ні на що. Касане і Юіто все життя готувалися до чогось важливого, і ось настав час для великих звершень.

## Персонажі
Касане Рендалл та Юіто Сумераги